# I Got Dem Ol' Kozmic Blues Again Mama!
I Got Dem Ol' Kozmic Blues Again Mama! är ett musikalbum av Janis Joplin som lanserades i september 1969 på Columbia Records i USA och CBS Records på europeiska utgåvor. Det var hennes första album som soloartist efter att hon lämnat Big Brother and the Holding Company. Albumet är betydligt mer soul-influerat än hennes tidigare skivor som drog mer åt bluesrock-hållet. Flera av låtarna innehåller mycket blåsinstrument. Bland annat innehåller skivan en radikalt omarbetad version av Bee Gees låt "To Love Somebody". Albumet sålde guld i USA två månader efter att det släppts. På de första utgåvorna av skivan stod inte titeln på skivfodralet, utan endast på skivans etiketter. På senare utgåvor lades titeln på även på skivomslaget.

## Låtlista
(kompositör inom parentes)
1. "Try (Just a Little Bit Harder)" (Jerry Ragovoy, Chip Taylor) - 3:57
2. "Maybe" (Richard Barrett) - 3:41
3. "One Good Man" (Janis Joplin) - 4:12
4. "As Good As You've Been to This World" (Nick Gravenites) - 5:27
5. "To Love Somebody" (Barry Gibb, Robin Gibb) - 5:14
6. "Kozmic Blues" (Joplin, Gabriel Mekler) - 4:24
7. "Little Girl Blue" (Lorenz Hart, Richard Rodgers) - 3:51
8. "Work Me, Lord" (Nick Gravenites) - 6:45

## Listplaceringar
- Billboard 200, USA: #5[1]
- Billboard R&B Albums, USA: #23